# Ja, vi elsker dette landet
Ja, vi elsker dette landet (traducció aproximada al català: Sí, vam estimar aquesta terra) ha estat utilitzat com a himne nacional de Noruega des de principi del segle xx, després de ser utilitzat junt amb Sønner av Norge des de la dècada de 1860. No va ser oficialitzat fins al desembre de 2019.
La música va ser composta per Rikard Nordraak el 1864, i la lletra és obra del premi Nobel de Literatura (1903) Bjørnstjerne Bjørnson, qui la va escriure entre 1859 i 1868 i que formava part de la seva recopilació de poesies Digte og sange. Va ser estrenat públicament el 17 de maig de 1864 en la commemoració del 50è aniversari de la constitució. Aquest dia va ser cantat pels tres cors principals de Noruega dirigits per Johan Diederik Behrens, amb al voltant de 200 cantants.

## Lletra (ennoruec)
1.
Ja, vi elsker dette landet, 

som det stiger frem, 

furet, værbitt over vannet, 

med de tusen hjem. 

Elsker, elsker det og tenker 

På vår far og mor 

Og den saganatt som senker, 

Senker drømme på vår jord. 

2.

Dette landet Harald berget

med sin kjemperad, 

dette landet Håkon verget 

medens Øyvind kvad; 

Olav på det landet malte 

korset med sitt blod, 

fra dets høye Sverre talte 

Roma midt imot. 

3.

Bønder sine økser brynte 

hvor en hær dro frem, 

Tordenskiold langs kysten lynte,

så det lystes hjem. 

Kvinner selv stod opp og strede

som de vare menn; 

andre kunne bare grede,

men de kom igjen!

4.

Visstnok var vi ikke mange,

men vi strakk dog til, 

da vi prøvdes noen gange, 

og det stod på spill; 

ti vi heller landet brente

enn det kom til fall; 

husker bare hva som hendte 

ned på Fredrikshald!

5.

Hårde tider har vi døyet,

ble til sist forstøtt; 

men i verste nød blåøyet 

frihet ble oss født. 

Det gav faderkraft å bære 

hungersnød og krig, 

det gav døden selv sin ære -

og det gav forlik.

6.

Fienden sitt våpen kastet,

opp visiret for, 

vi med undren mot ham hastet,

ti han var vår bror. 

Drevne frem på stand av skammen

gikk vi søderpå; 

nu vi står tre brødre sammen,

og skal sådan stå! 

7.

Norske mann i hus og hytte, 

takk din store Gud! 

Landet ville han beskytte, 

skjønt det mørkt så ut. 

Alt hva fedrene har kjempet, 

mødrene har grett, 

har den Herre stille lempet 

så vi vant vår rett. 

8.

Ja, vi elsker dette landet, 

som det stiger frem, 

furet, værbitt over vannet, 

med de tusen hjem. 

Og som fedres kamp har hevet 

det av nød og seir, 

også vi, når det blir krevet, 

for dets fred slår leir. 